# De Cock en de moord in het circus
De Cock en de moord in het circus is het tweeënzeventigste deel deel van de detectivereeks De Cock waarin rechercheurs Jurriaan 'Jurre' de Cock en Dick Vledder de moord oplossen op de clown van een in Amsterdam optredend circus. Het boek heeft hetzelfde formaat en ongeveer evenveel bladzijden als de andere delen in de serie. Peter Römer bewerkte het script voor de aflevering van de televisieserie De Cock. De sfeer van het boek en van de televisieaflevering komen overeen, waarbij details afwijken. Appie Keizer doet wel al van het begin af aan mee op het politiebureau met achtergrondonderzoek, maar Iris de Graaff komt niet in het boek voor. De circusdirecteur overleeft de tv-serie, maar wordt in het boek alsnog omgebracht.
De Cock is een boekenserie van schrijver Appie Baantjer. Na 2012 ging Peter Römer door met het bewerken van oude televisieafleveringen tot boekjes over De Cock. De Cock en de moord in het circus is er daar een van.

## Verhaal
Terwijl Dick Vledder met Adelheid 's avonds naar de bioscoop is, gaat De Cock met echtgenote naar het circus. De rechercheur van het politiebureau Warmoesstraat, is een liefhebber. Met zijn vrouw is hij aanwezig bij een voorstelling van het circus Kramsky dat staat opgesteld op de Zuidas aan de Beethovenstraat in Amsterdam. Wanneer de voorstelling is afgelopen en de toeschouwers het circusterrein verlaten, wordt geroepen dat Grimaldo dood is. Grimaldo is de clown van het circus. Zij blijkt in haar circuswagen door wurging om het leven te zijn gebracht. Tijdens de voorstelling heeft ze zich voorgedaan als een man, maar wanneer De Cock haar lichaam inspecteert, blijkt ze een vrouw te zijn. De Cock begint met het recherche-onderzoek. Grimaldo is een vrouw, die Bianca van den Oever heet. Het blijkt dat Bianca met verschillende mannen een intieme relatie onderhield. Dokter Den Koninghe voert de eerste lijkschouwing uit. In de circuswagen van Bianca worden een aantal paarse paardenharen gevonden, die afkomstig zijn van de verdwenen pruik, die ze in het circus heeft gedragen. Grimaldo was, op eigen verzoek, nooit bij het laatste applaus, wanneer alle artiesten nog een keer de ring inkomen, aanwezig.
Het eerste gesprek dat De Cock voert, is met Hector Vandeputte, de leeuwentemmer van het circus. Zijn vrouw Nicole is de eigenaar van zijn leeuwen en deze twee hebben geen goede verstandhouding. Hector ging na de voorstelling altijd een biertje drinken bij Bianca. Uit het gesprek komt naar voren, dat de eigenaar van het circus, dr. Kramsky, met bijna al zijn artiesten ruzie heeft. De Cock spreekt een aantal keren met de circusbaas. Dr. Kramsky is een lilliputter, die zelf ook een rol in het circus heeft als spreekstalmeester. Zijn echte naam is Herman Kuijpers.
Het volgende gesprek dat De Cock voert is met Stephan Fischer, een aan lager wal geraakte alcoholverslaafde trompettist. In dit gesprek zwijgt hij over een oude geschiedenis, omdat het gesprek vooral over de gepleegde moord gaat. Jaren eerder is er een onderzoek geweest naar het handelen van dr. Kramsky, omdat die zich aan dochter Katja van Fischer zou hebben vergrepen. Dat onderzoek is toen op niets uitgelopen, omdat de huidige commissaris van De Cock, Buitendam, dr. Kramsky op een ontoelaatbare manier zou hebben ondervraagd. Buitendam dringt er daarom nu bij De Cock op aan, dat de zaak snel wordt opgelost. Door deze zaak zou dr. Kramsky zich genoodzaakt moeten voelen wederom net als destijds naar Duitsland uit te wijken. Daar is hij, tot hij weer naar Nederland terug is gekomen, jaren circusdirecteur geweest.
De Cock slaapt die nacht maar kort. In de plaats van Bianca wordt snel een nieuwe clown aangenomen, Eric van Dijk. De Cock gaat naar zijn adres aan de Amsteldijk, waar hij bij zijn moeder Ingrid woont. Zij kan niet meer goed lopen. Daar vertelt Eric dat hij na een clownsopleiding net uit Wenen terug is en de kans heeft aangegrepen bij circus Kramsky te beginnen. Zijn moeder vertelt dat hij van jongs af aan al clown wilde worden. Ze heeft hem als ongehuwde moeder alleen opgevoed.
Op eigen gelegenheid bezoekt De Cock nog een keer de circuswagen van Bianca. Hij gebruikt het apparaat van Handige Henkie om zich toegang te verschaffen. Daar vindt hij een foto van de vorige clown, die de rol van Grimaldo speelde. Die heette Jules Albrecht en wordt op de foto aan weerszijden geflankeerd door twee jonge dames. Appie Keizer heeft op het bureau achtergrondinformatie. In de circuswagen van Bianca is 20.000 euro in contanten aangetroffen. De Cock komt er al ondervragend achter dat deze vertrekpremie voor Grimaldo was betaald door de circusdirecteur. Hij had Eric al aangenomen als nieuwe clown.
's Avonds gaat De Cock naar de volgende voorstelling van het circus op uitnodiging van dr. Kramsky, die naast hem komt zitten in de ereloge, maar zodra de nieuwe Grimalo, Eric, opkomt, is hij even snel vloekend weer weg. Eric draagt, net als eerder Bianca, een paarse pruik. De volgende morgen wordt dr. Kramsky dood aangetroffen in de ring van het circus. Kennelijk is hij aan zijn korset omhoog getrokken, losgelaten en van grote hoogte naar beneden gevallen. De verdenking valt eerst op Stephan. Daarover is Buitendam tevreden, maar na een nacht in de cel wordt Stephan door De Cock weer vrij gelaten. Dokter den Koninghe gaat actief aan de slag bij de sectie, die dr. Rusteloos gewoonlijk alleen uitvoert. Hij meldt De Cock dat de lilliputter een dodelijke hersentumor had, die best verantwoordelijk voor zijn stemmingswisselingen kan zijn geweest. Tijdens een bezoek aan Smalle Lowietje krijgt De Cock last van moeie voeten. Een tweede glas cognac helpt hem er weer bovenop, al kan Lowie hem deze keer niet echt verder helpen met zijn onderzoek. Het circus blijkt een besloten gemeenschap en er is toch ook wel een serieus taalprobleem met de internationale bezetting.
De Cock gaat weer naar de Amsteldijk voor een gesprek met de moeder van Eric, omdat hij inmiddels vermoedt hoe alles is gegaan. De moeder van Eric had vroeger een trapeze-nummer met Bianca van den Oever. Toen was zij al zwanger van Jules Albrecht, de toenmalige clown Grimaldo. Ze is een keer naar beneden gevallen. Van dit ongeluk is zij nooit helemaal hersteld en daarom kan ze ook niet goed meer lopen. Bianca heeft toen de kans aangegrepen om Jules te verleiden. Het circus met Jules en Bianca is doorgetrokken, de moeder van Eric kon niet mee. Zij is in Amsterdam blijven wonen en heeft daar Eric groot gebracht. Jules is overleden en Bianca heeft het clownsnummer van Grimaldo overgenomen. Toen het circus weer in Nederland terugkwam, was Bianca niet meer op haar tegenstander bedacht. Na de eerste voorstelling, waarbij ook De Cock aanwezig was, is de moeder van Eric haar oude collega in haar circuswagen gaan opzoeken. Er ontstond een twistgesprek en in een reflex heeft zij toen met een halsketting, die ze ooit nog van Jules had gekregen, Bianca gewurgd. Na de moord heeft zij de paarse pruik, die eens van Jules was geweest, meegenomen. Eric was net terug uit Wenen en had 2 weken eerder al bij dr. Kramsky gesolliciteerd. Tijdens zijn eerste voorstelling had dr. Kramsky pas gezien dat Eric de zoon van de oude clown Jules Albrecht was. Dat was een reden om driftig bij De Cock weg te lopen. De oude Grimaldo had hem altijd vernederd en daarom had hij meteen spijt van de aanstelling van Eric. Eric en zijn moeder begrijpen dat hij te veel wist en vermoorden hem daarom na de voorstelling.
Thuis legt De Cock het nog eens helemaal uit voor Appie Keizer, Dick Vledder en zijn echtgenote. De moordenaars kwamen toch van buiten het circus, hoewel het daar lang niet naar uitzag. De buitgemaakte foto van Jules met Bianca en Ingrid leidde De Cock naar het motief. De circusdirecteur wilde ook Eric meteen weer ontslaan, toen hij begreep dat het de zoon van de grote Grimaldo was. Moeder en zoon hebben toen eendrachtig de directeur opgehesen en te pletter laten vallen. De Cock had al eerder begrepen dat Stephan Fischer daarvoor te zwak was. Aan het eind van de avond vraagt mevrouw De Cock of de oude clown ooit geweten heeft dat hij een zoon had? De Cock denkt dat hij het misschien wist maar er was weinig tijd om bij zulke zaken stil te staan. Immers, "The show must go on".